# Фреамунде (футбольний клуб)
«Фреамунде» (порт. Sport Clube Freamunde) — португальський футбольний клуб з міста Фреамунде, заснований 1933 року. Виступає у Сегунда-Лізі Португалії. Домашні матчі проводить на стадіоні «Фреамунде», який вміщує 4 000 глядачів.

## Історія
Офіційною датою заснування «Фреамунде» вважається 1933 рік, коли клуб отримав власне футбольне поле «Карвальял», яке належало місцевому священику Кастро. В 1935 році в команді була прийнята футбольна форма, кольори якої збереглися досьогодні (сині футболки та гетри і білі труси). В 1944 році було розроблено і затверджено статут клубу. За всю історію «Фреамунде» жодного разу не виступав у Прімейра-Лізі.